# Lewis Lake
Lewis Lake ist der drittgrößte See im Yellowstone-Nationalpark. Er befindet sich auf rund 2372 Metern Höhe, unmittelbar südlich des Shoshone Lake, an der Straße vom Yellowstone Lake zum südlichen Parkeingang. Der Lewis River mündet im Norden in den Lewis Lake und verlässt ihn wieder im Süden. Das Wasser ist klar und kalt, die Ufer stark bewaldet. Im Westen fließen einige heiße Quellen zu.
Der herzförmige See erhielt den Namen im August 1871 von Teilnehmern der Hayden-Expedition. Am Ufer des Sees befindet sich ein Campingplatz. An einem Steg können Boote eingewassert werden. Bei Touristen ist der Lewis Lake vor allem beliebt zum Fischen, die gefangenen Fische müssen allerdings wieder freigelassen werden. Die verbreitetste Fischart im Lewis Lake ist die Bachforelle.